# Kerrier District
Albums de Kerrier District
YosepH Sorry I Make You Lush
Kerrier District est un album de musique électronique de Kerrier District, sorti en 2004 sur le label Rephlex Records.

## Titres
| 1.    | Let's Dance and Freak | 5:08 |
| 2.    | Silhouettes           | 6:42 |
| 3.    | Illogan               | 7:14 |
| 4.    | Disclix               | 5:27 |
| 5.    | Disco Bus             | 6:49 |
| 6.    | New York              | 7:10 |
| 7.    | Yesco                 | 6:30 |
| 8.    | Negresco              | 5:38 |
| 9.    | Wide Vice             | 6:41 |
| 10.   | Squaredance           | 4:49 |
| 60:08 |                       |      |